# Francisco García Calderón Rey
Pour les articles homonymes, voir Francisco García Calderón, García, Calderón et Rey.
Francisco García Calderón Rey (Valparaíso, 8 avril 1883 - Lima, 1er juillet 1953) est un écrivain, philosophe et diplomate péruvien de la première moitié du XXe siècle.

## Biographie
Francisco García Calderón Rey naquit durant la guerre entre le Pérou et le Chili (1879-1884). Il était le fils du président du Pérou Francisco García Calderón Landa, illustre juriste du XIXe siècle et recteur de l'université nationale principale de San Marcos. Il étudia la littérature et le droit à l'université nationale principale de San Marcos. À la mort de son père, en 1906, il déménagea à Paris, où s'installa toute sa famille.
Il est l'auteur de livres sur les thèmes du Pérou et de l'Amérique latine, aussi bien en français qu'en espagnol, qui eurent une influence fondamentale dans le premier tiers du XXe siècle. On note ainsi Le Pérou Contemporain (1907), Les démocraties latines de l'Amérique (1912), La création d'un continent (1913), ouvrages publiés en Europe et réédités à de nombreuses reprises, de même que ses essais philosophiques, politiques et d'actualité. En son temps, il fut considéré comme le leader des intellectuels américains et continuateur de l'œuvre de l'Uruguayen Enrique Rodó.
García Calderón appartenait à la « génération de 1900 », avec son frère Ventura García Calderón, Víctor Andrés Belaunde et José de la Riva-Agüero y Osma, chef de file du groupe, dont il était le meilleur ami. Ils appartenaient tous à la fine fleur de l'élite péruvienne de l'époque, et certains - comme Montealegre - étaient descendants de l'ancienne noblesse péruvienne. Ils étaient marqués par l'expérience de la guerre contre le Chili (1879), qui les incita à penser au Pérou et au péruvien comme un problème identitaire. Francisco García Calderón Rey eut une carrière diplomatique remarquée, participant à la conférence de paix de Paris (1919), qui mit fin à la Première Guerre mondiale, et à la constitution de la Société des Nations.
Tout comme le marquis de Montealegre, il fut très influencé par la culture française, particulièrement en ayant obtenu son diplôme au collège de la Recoleta de Lima, alors bastion de la formation réactionnaire du Pérou. Là, ils lurent les œuvres de François Guizot et d'autres historiens politiques français, ainsi que le réactionnaire Joseph de Maistre; par l'influence de la vocation plus libérale de son père, García Calderón Rey eut plus de sympathies pour la pensée conservatrice et libérale anglaise, en particulier celle d'Edmund Burke. En général, pourtant, il fut surtout influencé par Émile Boutroux, Raymond Poincaré et les monarchistes français. C'est d'ailleurs un grand lecteur de Charles Maurras et de Maurice Barrès. Dans sa correspondance avec José de la Riva-Agüero, il déclare avoir rencontré Charles Maurras. Il envoya un exemplaire de son livre Le Dilemme de la Grande Guerre à Maurice Barrès conservé depuis par la Bibliothèque nationale de France. Lui-même ne fut jamais monarchiste, comme Montealegre, mais voyait d'un air bienveillant les tentatives impériales au Mexique et au Brésil durant le XIXe siècle comme remède à l'anarchie démocratique. Ses textes sont élogieux à l'égard de la Maison de Habsbourg et Bragance.
Durant le gouvernement de Vichy, García Calderón Rey étant à Paris, il fut arrêté et détenu de nombreuses années par les forces d'occupation allemandes, en sa qualité de diplomate d'un pays belligérant ; cela accéléra un processus de démence précoce, qui s'acheva par la réclusion du philosophe dans le centre médical « Larco Herrera » de Lima, où il mourut fou et abandonné de ses amis. 
Ses œuvres sont actuellement disponibles et sont l'objet d'études de la part des philosophes péruviens David Sobrevilla, Antonio Peña et Víctor Samuel Rivera.

## Œuvres
- De litteris (1904).
- Le Pérou contemporain, Paris, Dujarric, 1907.
- Profesores de idealismos (1909).
- La creación de un continente (1912).
- Les démocraties latines de l'Amérique, Paris, Flammarion, 1912.
- El dilema de la Gran Guerra (Le dilemme de la guerre, Paris, Grasset, 1919).
- América Latina y el Perú del novecientos: antología de textos (1834-1905). Publication du fonds éditorial de l'Université nationale de San Marcos (2003). Une version électronique en espagnol est disponible, à des fins de recherches et non commerciales, à l'adresse : ES

## Sources
- Francisco García Calderón Rey face à la condition humaine, de David Sobrevila [ES]
- Francisco García Calderón, el arielista:un pensador de talla continental, de Teodoro Hampe Martínez[ES]
- Francisco García Calderón, polígrafo hispanoamericano, de Biblioteca Virtual Ignacio Larramendi